# Săbăreni
Săbăreni is een Roemeense gemeente in het district Giurgiu.
Săbăreni telt 2565 inwoners.